# Бање и бањице у средњем и горњем понишављу
Бање и бањице у средњем и горњем понишављу су термалноминерални извори у овом делу Понишавља који су били познати као лечилишта још у давна античка времена. Поред Звоначке бање, и Даг бање, чије су воде загрејане на 28-30 °C, у горњем и средњем Понишављу јавља се и већи број термалноминералних извора са водама чије се температуре крећу 17—19 °C. У Пиротској котлини то су: Пиротска бањица, Крупачка бањица, Чубрина бањица и Бањица у селу Власи. У Белопаланачкој котлини у ову групу спадају Белопаланачка и Крупачка бањица и Бањица Пенско.

## Бање у Горњем понишављу
| Назив бање    | Географске карактеристике |
| ------------- | --- |
| Звоначка бања | Тектонски склоп и геолошки састав терена одредио је основне облике термоминералне воде ове бање. Закључено је да највећи део воде падавина понире кроз пукотине кречњачке масе, хемијски и механички их порширује и продубљује. Како су кречњаци загађени водонепропустивим седиментима, вода се појављује на топогрфску површину у виду врела раселинског типа. С обзиром на температуру воде од 28 °C, претпоставља се да долази до дубине 500–600 m. Лековита вода избија из пукотина виших од бигрене баријере. Извор је каптиран за купатило, чесму испред купатила, чесму са бочне стране купатила, потребе хотела „Мир” и базена на отвореном простору. Температура воде је 28,5 °C, а издашност 9l/s. |
| Даг бања      | Је разбијено је извориште у кањону Градашничанске реке, на 4 км североистично од Пирота у подножју планине Видлич, на надморској висини 470–510 m. Извор и њене термалне воде у народу су познате од давнина, по лековитим својствима, пре свега због присуства сребра (чија је концентрација 0,2 µg/l, или испод максимално дозвољене концентрације (10 µg/l) која је прописана за воде за флаширање. Такође на обали и у самом кориту Градашничке реке констатована је зона истицања термалних вода у дужини око 500 m. Извориште Даг бањице чије воде избијају у мањим ерозионим проширењима су неуређени, па се може рећи да пацијенти овде долазе „на своју руку“, а не по препоруци лекара. Температура воде је константна 29 °C па многи верују да вода лечи различите врсте болести. Због тога у Баг бањици се током целе године могу срести посетиоци из целе Србије, Македоније, Бугарске, Аустрије, Хрватске. |

## Бањице у Горњем понишављу
| Назив бање              | Географске карактеристике |
| ----------------------- | --- |
| Пиротска бањица         | Термоминерални извори ове бањице избијају под кречњачком гредом Сарлака, која је дубоко зашла у раван котлине. Извориште бањице је разбијено а извори се јављају у три групе, на растојању од око 400 метар и на висинама од 365 до 382 метара. |
| Крупачка бањица (Пирот) | Термоминерални извор ове бањица избија између Крупца и Великог Села, недалеко од Пирота. Вода се јавља под североисточним ободом котлине, дуж „нишавског раседа“, а на контакту кречњака и језерских седимената. Извориште Крупачке бањице је разбијено, а вода избија на више места. Под истим одсеком Тепошке крашке површи избијају и Крупачка врела, у краткој и плиткој долини, испод којих се разлива Крупачка мочвара, тресава. |
| Чубрина бањица          | Се налази у изворишту Градишког врела, на крајњем југоисточном ободу Пиротске котлине. Градишко врело и термоминерални извори бањице избијају под ниским кречњачким одсеком Тепошке крашке површи, на контакту баремских кречњака и језерских седимената. Топли извори избијају на десној обали Гинске реке. Горњи, слабији извор избија сифонски на висини од 410 меатара, из шљунковитопесковитог речног наноса, који покрива контакт између кречњачких стена и језерских седимената и раседа. Издашност овог извора је око 2,5 l/sec. Доњи, издашнији термални извор избија између Градишког врела и корита реке. Издашност овог извора, мерена у октобру 1994. године, износила је око 12 l/sec. Вода на њему загрејана је на 19 °C.              |
| Влашка бањица           | Ову бањици чини група термоминералних извора који избијају на десној страни реке Јерме, непосредно пошто она напусти њен кањонски део и зађе у котлински део долине. Вода избија недалеко од крашког врела Ђеверице, у висини алувијалне равни, испод каменог потпорног зида старе пруге а сада пута, на висини од око 430 метара, и потом се улива, ниже од села Власи у нивоу алувијалне равни реке Јерме. Врело Влашка бањица је извориште разбијеног типа. Воде извора избијају дуж раседа којим је предиспонирана долина реке Јерме, а који пресеца Пиротску котлину и Тепошку површ, све до Одоровачког поља. Раседна зона је покривена језерским седиментима и речним наносом, а на десној страни долине јављају се масивни баремски кречњаци. |

## Бањице у Средњем понишављу
| Назив бање           | Географске карактеристике |
| -------------------- | --- |
| Белопаланачка бањица | Она представља најзначајнији и најјачи термоминерални извор средњег Понишавља. Налази се на јужном ободу централног дела Белопаланачке котлине, уз обод самог урбанод дела административног центра средњег Понишавља и наслања се на падине Малог курила. Извршене анализе указују да је квалитет воде са извора „Бањица” ван сваке сумње висок. Она може да се користи за пиће и у терапеутске сврхе на лицу места, или да се флашира и тако продаје. |
| Крупачка бањица      | Вод ове бањице извиру западно од села Крупца, недалеко од Модрог ока, непосредно испод сипара и вертикалних стена Рустичине, на самој ивици алувијалне равни Нишаве, на висини 1 – 1,5 m изнад нивоа реке. Бањица нема одређено извориште. Извориште је разуђено, вода избија из сипарског материјала на више места, тако да је зона дугачка скоро 50 m. Испод изворишта је образовано, данас највеће, тресетиште које се пружа до обале реке. С обзиром на дестабилизацију нивоа воде, која је уследила после каптирања Модрог ока, једини извор за напајање тресаве је преостала Крупачка бањица. |
| Бањица Пењско        | Извори термоминералне воде ове бањице налазе се уз саму леву обалу Коритничке реке, у доњем делу клисуре, којом је одвојено Мало од Великог курила (која повезује Коритничку и Белопаланачку котлину). Извор је на другој страни Малог курила, а удаљен је од Белопаланачке бањице око 1 км. Извори избијају и у самом кречњачком кориту и доступни су погледу само у време минималног водостаја на реци. Тада им је издашност 1-2 l/sec, док је у максимуму око 5 l/sec. Температура воде креће се од 16,5 до 17,5 °C.                                                                             |